# سون نغوك ثانه
سون نغوك ثانه (7 ديسمبر 1908 - 8 أغسطس 1977) (بالإنجليزية: Son Ngoc Thanh) كان سياسي قومي كمبودي خلال جمهورية الخمير. له تاريخ طويل كزعيم للمتمردين، ولفترات وجيزة كوزير في الحكومة.